# The Will to Death
The Will to Death – solowa płyta Johna Frusciante, inicjująca serie 6 albumów w 6 miesięcy. Wszystkie 6 albumów miało być nagrane na prymitywnym i przestarzałym sprzęcie. Wydana została w 2004 roku przez wytwórnię Record Collection. W nagraniach asystował: Josh Klinghoffer, grający na perkusji, basie, keyboardzie i gitarze. Sam Frusciante oprócz gitary zasiadał za pianinem, syntezatorami oraz gitarą basową.

## Lista utworów
1. „A Doubt” – 4:19
2. „An Exercise” – 3:47
3. „Time Runs Out” – 4:00
4. „Loss” – 5:20
5. „Unchanging” – 3:54
6. „The Mirror” – 3:02
7. „A Loop” – 4:32
8. „Wishing” – 2:48
9. „Far Away” – 2:17
10. „The Days Have Turned” – 2:23
11. „Helical” – 2:13
12. „The Will to Death” – 3:48